# Buahan (Payangan)
Buahan is een bestuurslaag in het regentschap Gianyar van de provincie Bali, Indonesië. Buahan telt 3248 inwoners (volkstelling 2010).